# 多遗子藻属
多遗子藻属（学名：Polyides）为多遗子藻科的一个属。

## 下级分类
本属包括以下物种：
- Polyides rotunda (Hudson) Gaillon